# Museo di palazzo Bisaccioni
Il Museo di Palazzo Bisaccioni è la sede espositiva delle collezioni d'arte della Fondazione Cassa di Risparmio di Jesi.
Ha sede nell'omonimo palazzo, sito nel cuore del centro storico della città di Jesi, nelle Marche. 

## Storia
La Cassa di Risparmio di Jesi venne costituita, su promozione del conte Alessandro Ghislieri, dall'associazione di private persone di rilievo della città nel 1844. Venne ufficializzata con Rescritto Pontificio il 27 maggio dello stesso anno e poi riconosciuta come Ente Morale con regio decreto del 4 aprile 1861.
In conseguenza della legge Amato nell’aprile 1992, avviene la separazione tra l’attività creditizia e quelle filantropiche. La prima viene affidata alla Cassa di Risparmio di Jesi S.p.a., le altre sono assegnate alla Fondazione, come persona giuridica privata dotata di piena autonomia statutaria e gestionale che, senza scopi di lucro, persegue esclusivamente fini di utilità sociale e culturale.
Fra le attività vi sono quelle concernenti l’educazione, l'istruzione e la formazione; la salute pubblica, la medicina preventiva e riabilitativa; l'assistenza agli anziani, all’arte, attività e beni culturali, volontariato, filantropia e beneficenza con preminente riferimento al territorio di Jesi e dei Comuni della Valle dell'Esino, di Senigallia e dei Comuni del Misa.

## Palazzo Bisaccioni
Il Museo è ospitato nei locali del Palazzo Bisaccioni, di aspetto settecentesco ma di fondazione medievale con resti decorativi rinascimentali. Sorge nella storica Piazza Colocci, vicino al Palazzo della Signoria e a Palazzo Colocci. Un'area anticamente occupata dal teatro romano, nucleo di origine della urbs romana.

## Percorso espositivo e opere

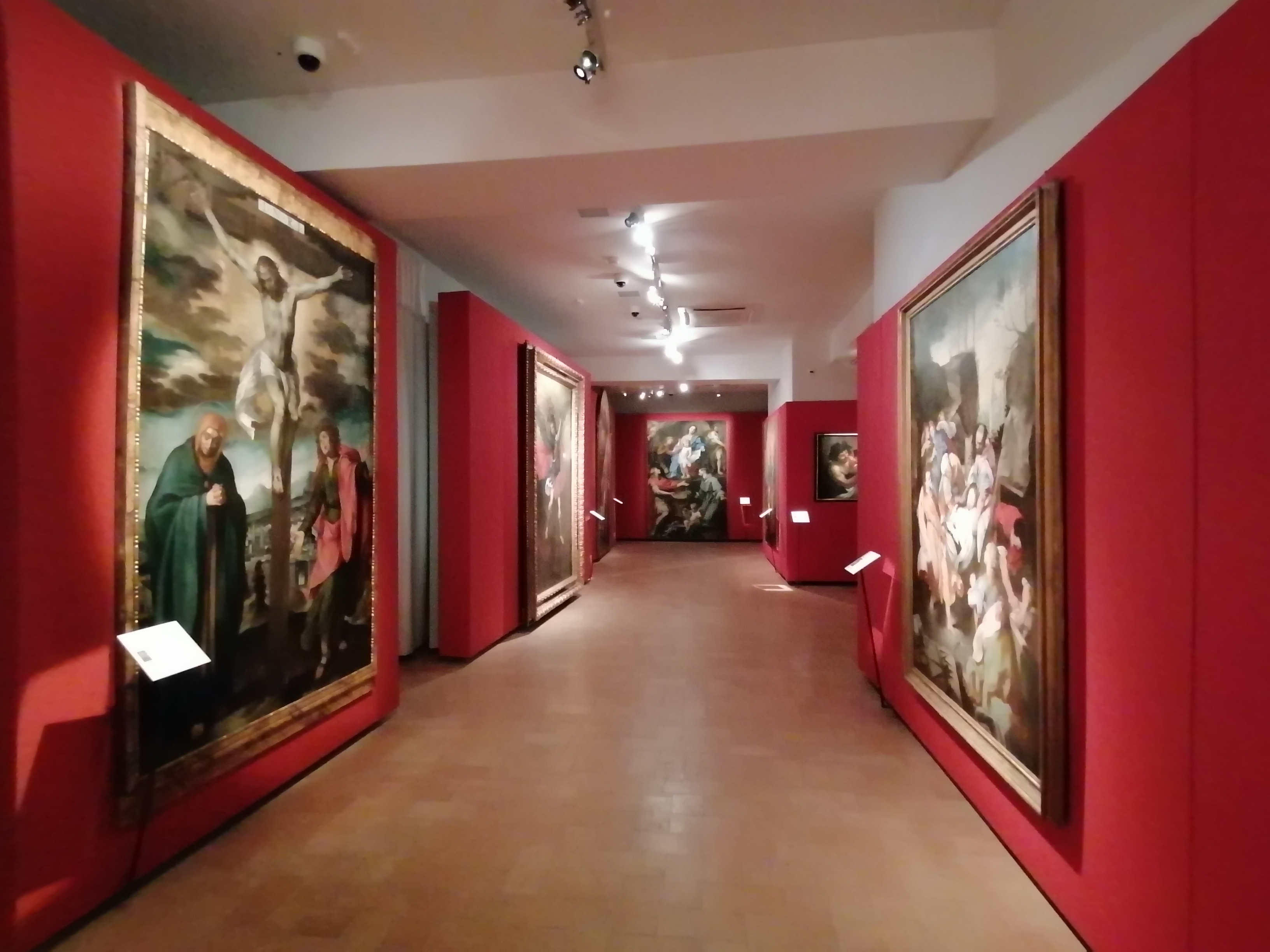
La Quadreria della Fondazione.

Il percorso di visita si sviluppa in diverse sale disposte su quattro livelli che accolgono opere, soprattutto pittoriche, reperite nel tempo attraverso lasciti e acquisti. 
Al pianterreno, dal 2018, è collocata una mostra semi-permanente sul pittore jesino Domenico Luigi Valeri, uno dei più produttivi e qualitativi del Settecento marchigiano. Le altre sale sono utilizzate per esposizioni temporanee.
Al primo piano è allestita la vera Galleria della fondazione, con quadri che vanno dal XVI al XVIII secolo.
Al secondo piano sono opere del '900 di artisti marchigiani fra i quali Ezio Bartocci, Raul Batocco, Adolfo De Carolis, Edmondo Gluliani e Orfeo Tamburi.
Nel sottosuolo è il Caveau con la Collezione numismatica e l'Archivio storico con la Biblioteca.
Il museo vanta diverse opere, soprattutto pittoriche, che vanno dal XVI al XVIII secolo. Oltre a quelle numerose di Domenico Luigi Valeri, spiccano:
- Salvator Mundi, Guercino, olio su tela, 1640 ca, 110 x 92 cm;
- Le Filatrici, Francesco Bassano, olio su tela, 1580 ca, 90 x 119 cm;
- I Cinque Sensi, Carlo Cignani, olio su tela, inizi XVIII secolo, 118 x 170 cm;
- Transito di San Giuseppe, Giovanni Andrea Lazzarini, olio su tela, XVIII secolo, 223 x 108 cm;
- Crocifissione, Filippo Bellini, olio su tela, XVI-XVII sec., 230 x 141 cm;
- Vergine col Bambino e i Santi Vito e Francesco, Marco Benefial, olio su tela, XVIII secolo, 285 x 185 cm;

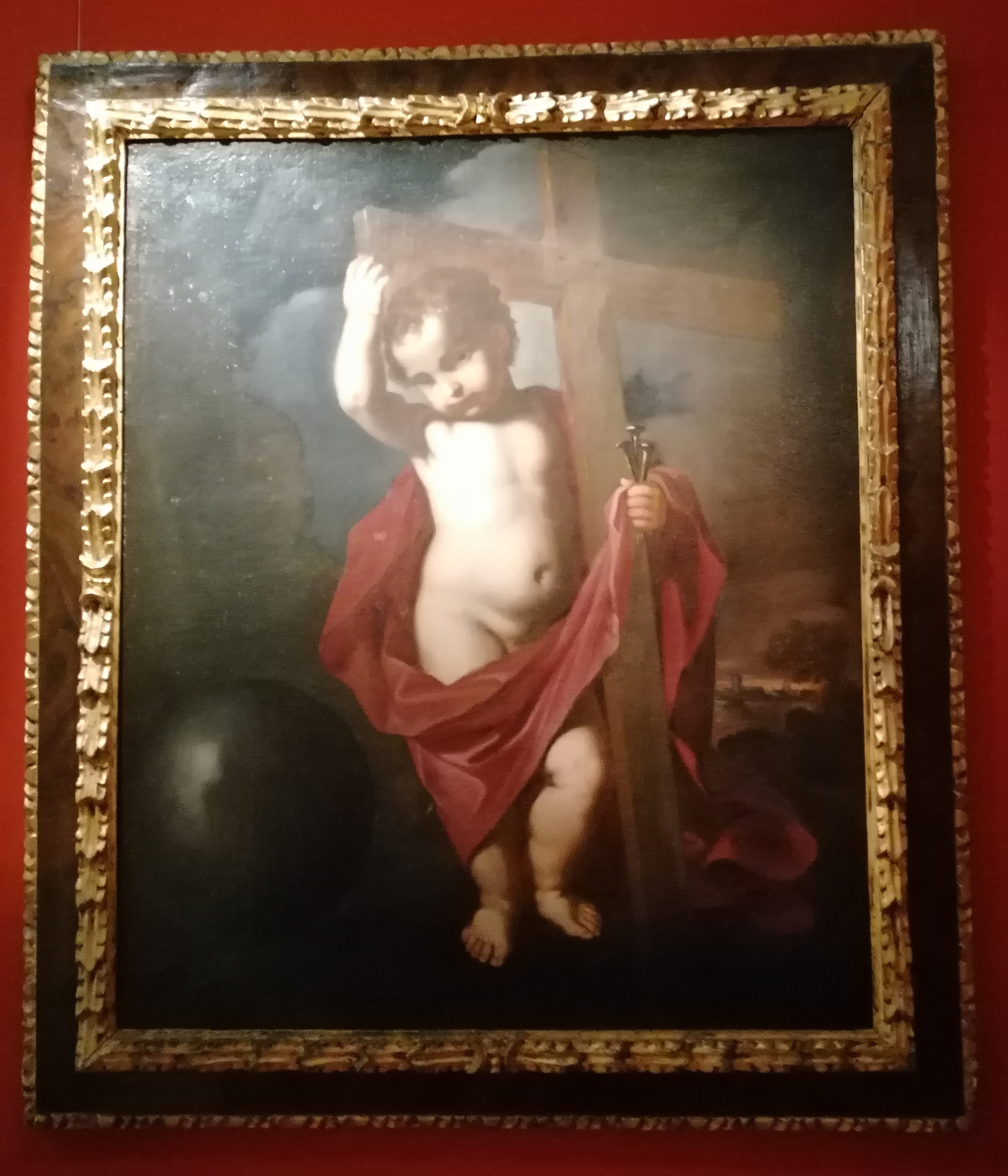
Salvator Mundi, Guercino.
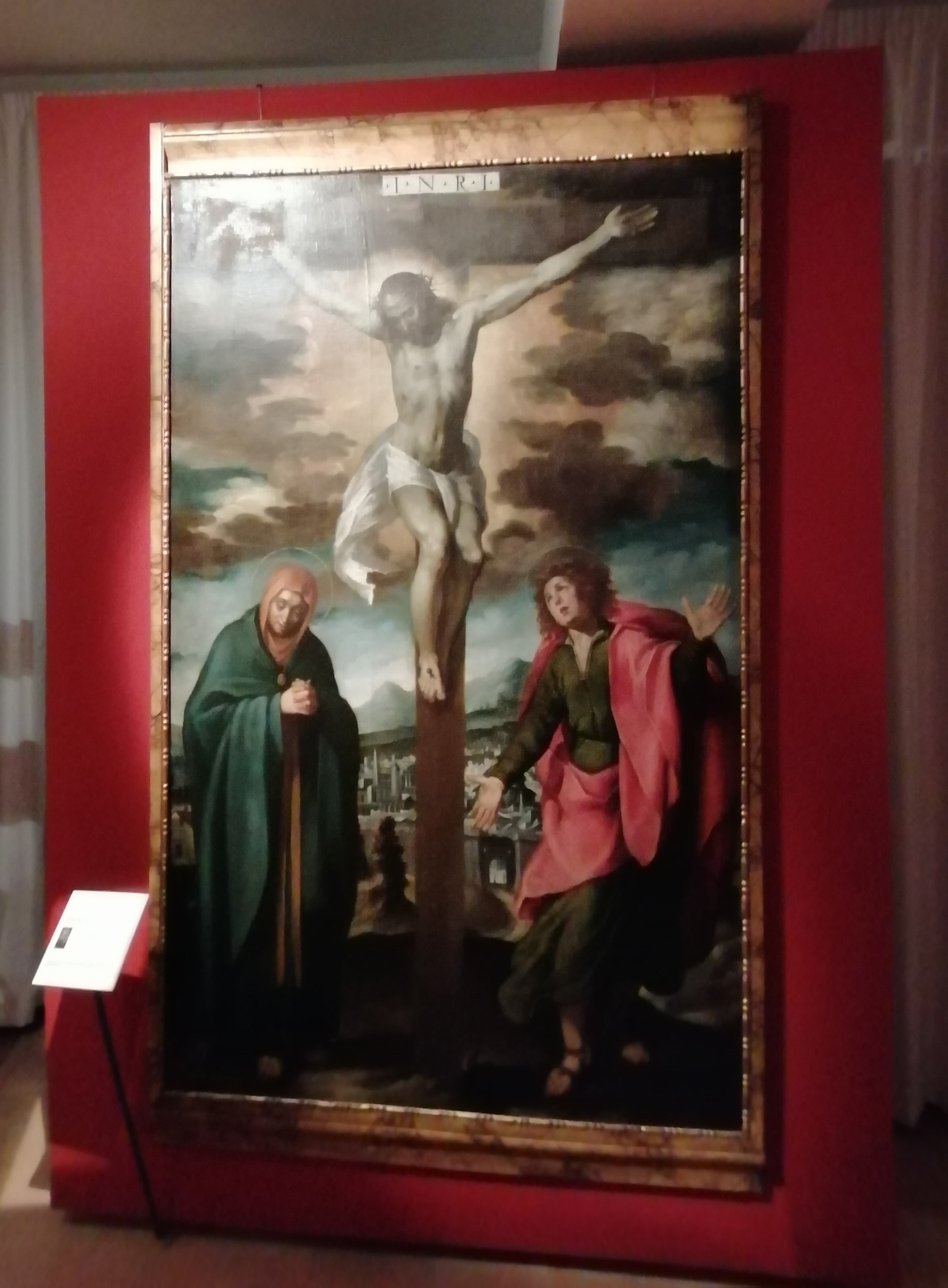
Crocifissione, Filippo Bellini.
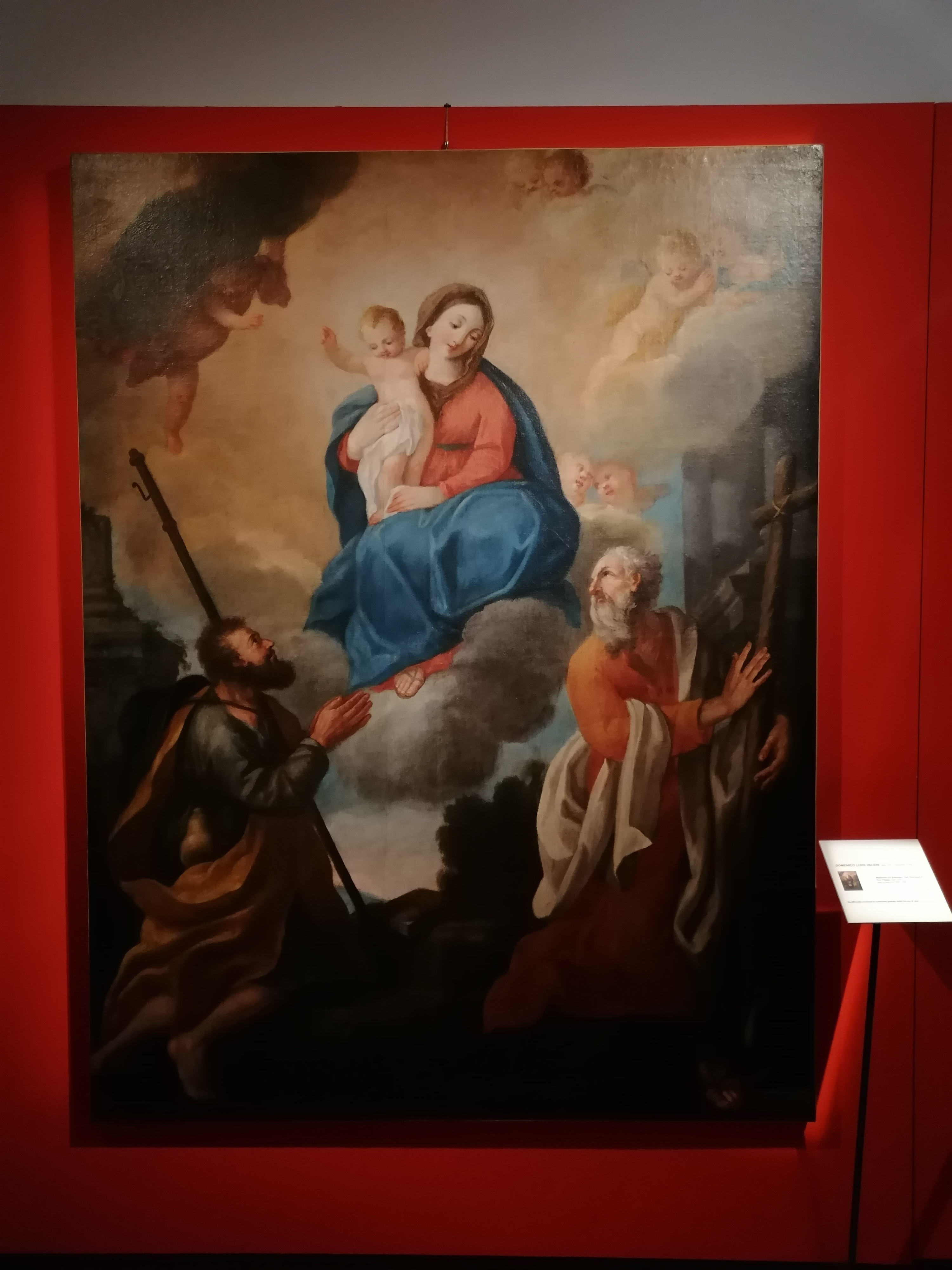
Madonna col Bambino e i Santi Giacomo e Filippo, Domenico Luigi Valeri.
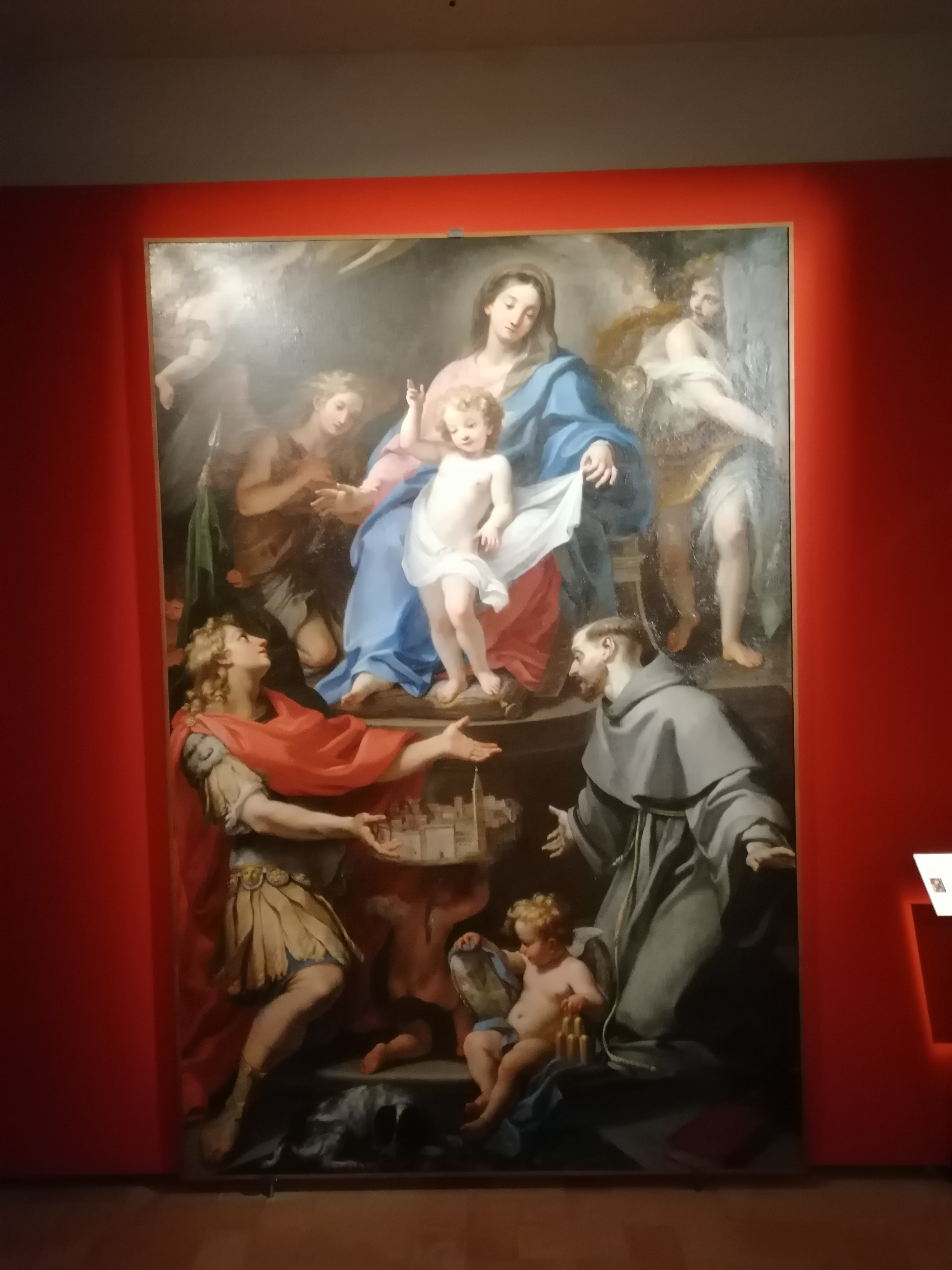
Vergine col Bambino e i Santi Vito e Francesco, Marco Benefial.
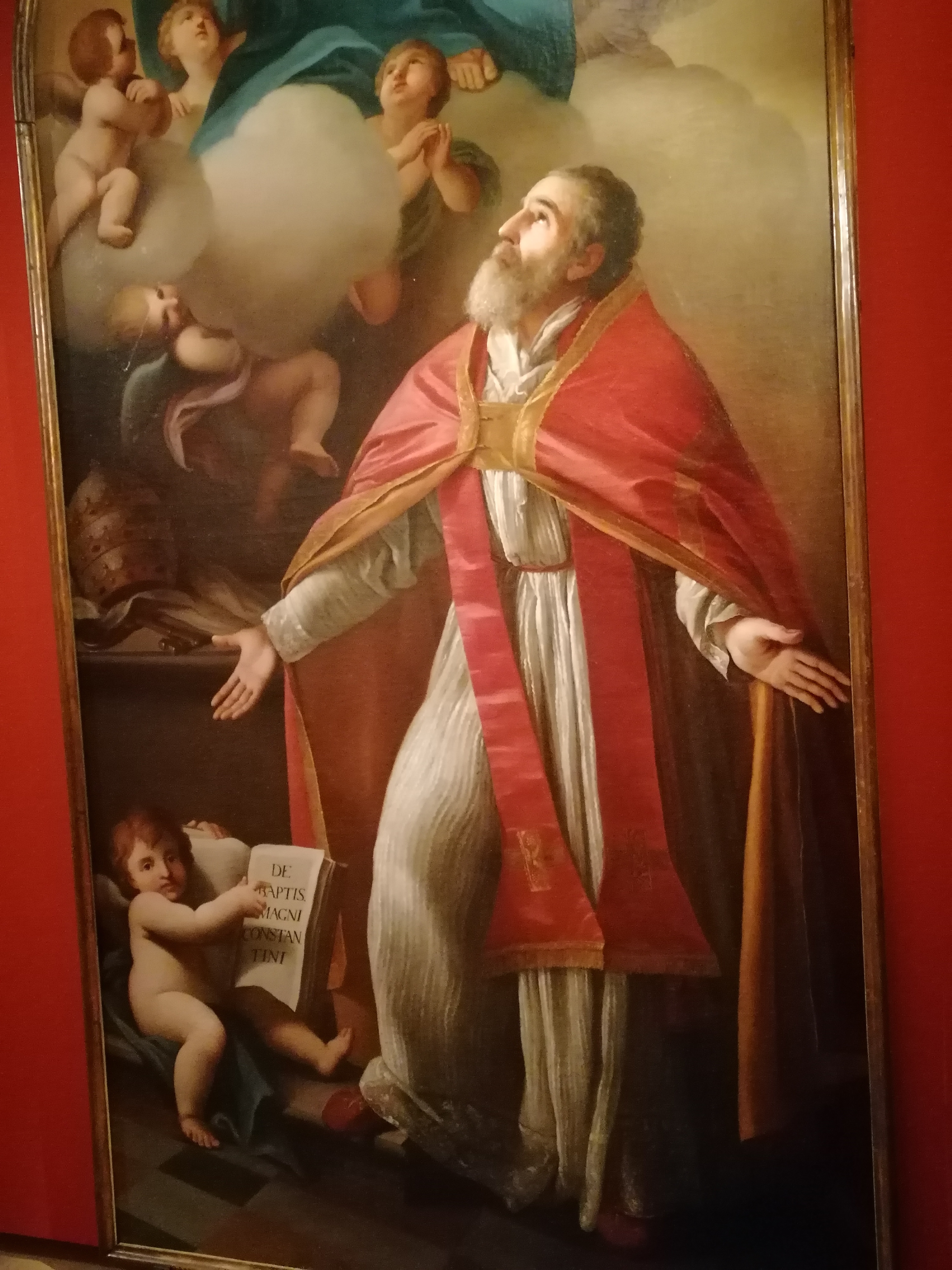
Madonna Assunta e San Silvestro, Stefano Casabona.